# F for You
F for You es una canción de dúo británico de garage house Disclosure. Fue lanzado como el cuarto sencillo de su álbum debut, Settle. Es el primer sencillo del álbum que no cuenta con un vocalista invitado, y únicamente aparece la voz de Howard en su versión del álbum. También, fue elegida por EA Sports como parte de la banda sonora del juego FIFA 14.

## Lista de canciones
| Vinilo de 12" |                                                        |          |  |
| N.º           | Título                                                 | Duración |  |
| 1.            | «F for You» (Extended)                                 | 4:57     |  |
| 2.            | «F for You» (Totally Enormous Extinct Dinosaurs Remix) | 5:51     |  |
| 3.            | «F for You» (Dub)                                      | 4:57     |  |

## Posicionamiento en listas
| Listas (2013)                               | Mejor posición |
| ------------------------------------------- | -------------- |
| Bélgica (Flandes) (Ultratip Bubbling Under) | 7              |
| Bélgica (Valonia) (Ultratip Bubbling Under) | 22             |
| Escocia (Scottish Singles Top 40)           | 25             |
| Reino Unido (UK Singles Chart)              | 20             |
| Reino Unido (UK Dance Chart)                | 5              |

## Remix con Mary J. Blige
La canción fue relanzada en forma de un remix con la voz invitada de la cantante estadounidense Mary J. Blige. Esta remezcla conserva la mayor parte de la pista original de Settle, fue grabado por Blige para el lanzamiento como sencillo. Esta versión fue lanzada como sencillo el 5 de febrero de 2014. También está nominada al premio Grammy en la categoría mejor grabación dance.

### Lista de canciones
| Descarga digital |                                 |          |  |
| N.º              | Título                          | Duración |  |
| 1.               | «F for You» (con Mary J. Blige) | 6:15     |  |

| Descarga digital (Remix) |                                                         |          |  |
| N.º                      | Título                                                  | Duración |  |
| 1.                       | «F for You (con Mary J. Blige)» (Eats Everything Remix) | 7:21     |  |

### Posicionamiento en listas
| País           | Lista (2014)            | Mejor posición |
| -------------- | ----------------------- | -------------- |
| Escocia        | Scottish Singles Top 40 | 32             |
| Estados Unidos | Dance/Electronic Songs  | 38             |
| Irlanda        | Irish Singles Chart)    | 46             |
| Reino Unido    | UK Singles Chart        | 22             |
| Reino Unido    | UK Dance Chart          | 7              |